# Sebastian Englert
 (novembre 2023).
Sébastien Englert OFM Cap., né le 17 novembre 1888 et mort le 8 janvier 1969, est un franciscain capucin, prêtre catholique romain, missionnaire, linguiste et ethnologue allemand. Il est connu pour son travail de pionnier sur l'île de Pâques, où le musée anthropologique Père Sebastian Englert porte son nom.

## Biographie

### Première vie en Bavière
Né Anton Franz Englert à Dillingen, en Bavière, il passe ses années d'école à Eichstätt et Burghausen.
En 1907, il entre au noviciat de l'Ordre des Frères mineurs capucins et reçoit le nom religieux de Sebastian. Il entreprend ses études canoniques de philosophie et de théologie au studio des Capucins de Dillingen et est ordonné prêtre en 1912.
Pendant la Première Guerre mondiale, il sert comme aumônier dans l'armée allemande en France et en Belgique et après la guerre, il travaille pendant cinq ans comme curé dans le quartier Schwabing de Munich. En 1922, il devient missionnaire chez les Mapuches à Villarrica et Pucón dans le sud du Chili.

### Activités missionnaires et scientifiques au Chili
Le Père Sébastien sert à Villarrica et Pucón dans le vicariat apostolique de l'Araucanie (aujourd'hui diocèse de Villarrica), qui à l'époque est presque entièrement administré par des capucins. Là, en plus de ses fonctions pastorales, il mène des recherches ethnologiques et linguistiques sur la culture mapuche et la langue mapudungun. De 1934 à 1938, il publie des études sur la littérature, l'ethnologie et le folklore araucaniens. Au cours de cette période, ses études linguistiques comprennent une enquête sur la relation du quechua et de l'aymara avec la langue mapuche.

### Rapa Nui
De 1935 jusqu'à sa mort, le père Sebastian travaille pendant plus de 30 ans comme prêtre missionnaire à Rapa Nui (île de Pâques). À l'époque, il est sans doute le seul non-Rapa Nui à maîtriser leur langue. Bien qu'il célèbre la messe en latin, il prêche, confesse et catéchise les fidèles dans la langue Rapanui. Il traduit également des dévotions catholiques populaires en Rapanui et encourage les chants religieux autochtones. En 1964, il réalise une histoire des premières activités des missionnaires français des Sacrés-Cœurs qui furent les premiers à évangéliser l'île.
Compte tenu de l'isolement de Rapa Nui pendant la période précédant le voyage aérien, le père Sebastian mène des recherches sur la langue, l'ethnologie et l'anthropologie de l'île de Pâques. Sa connaissance de la culture et de la préhistoire Rapa Nui impressionne le personnel scientifique de l'expédition archéologique norvégienne de 1955. William Mulloy, membre de cette expédition, écrit :
"Je garde un souvenir précis d'un jour peu après notre arrivée, où on lui a demandé de résumer ses vues sur la préhistoire locale lors d'une conférence devant les archéologues de l'expédition. Il a présenté une exposition magnifiquement organisée, basée en grande partie sur ses interprétations de généalogies locales minutieusement rassemblées. et les traditions. J'ai écrit tout ce que je pouvais..." 
Le père Sebastian publie plusieurs livres, le plus important étant La tierra de Hotu Matu'a (Le pays de Hotu Matu'a ), une étude de 1948 sur l'histoire, l'archéologie, l'anthropologie et la langue de l'île de Pâques. Il décrit de nombreux « apparentés Mapuche -Rapa Nui ». Parmi ceux-ci figurent les mots Mapuche/Rapa Nui toki / toki (hache), kuri / uri (noir) et piti / iti (petit). Ses recherches sont surtout connues des anglophones grâce aux émissions radiophoniques destinées au personnel naval chilien en Antarctique, publiées aux États-Unis sous le titre Island at the Center of the World: New Light on Easter Island.
Le père Sebastian arrive sur l'île avec l'intention d'y rester peu de temps, mais en février 1936, il reçoit une lettre, via un navire de visite de la marine chilienne, de son supérieur, l'évêque Edwards, lui demandant de rester encore deux mois, ce qu'il fait. Cependant, il fallut presque un an avant le prochain navire, arrivé en janvier 1937. À cette époque, il avait revitalisé l'église de l'île et s'était lui-même attaché à l'île. Le navire transportait une autre lettre de Edwards, nommant le Père Sebastian comme prêtre de l'Île de Pâques en la rattachant au « Vicariat apostolique d'Araucanie ».
Il était « strict, autoritaire et patriarcal »  avec les insulaires, soutenait les autorités chiliennes en rendant difficile le voyage des insulaires et censurait publiquement les fidèles dans ses sermons, sur la base des informations qu'ils lui donnaient lorsqu'ils confessaient en privé leurs péchés, négativement. Selon l'historien Steven Roger Fischer, cela a peut-être contribué à l'échec des insulaires à « intérioriser pleinement le catholicisme au cours de ces années cruciales de développement ».
En raison de son travail en faveur des habitants de l'île, en particulier des lépreux, Thor Heyerdahl, chef de l'expédition archéologique norvégienne, a qualifié le père Sébastien de « roi sans couronne de l'île de Pâques ». En 1963, le Père Sebastian reçoit la Bundesverdienstkreuz (Croix fédérale du mérite) de première classe de la République fédérale d'Allemagne. Il meurt à la Nouvelle-Orléans, en Louisiane, en 1969, lors d'une tournée de conférences aux États-Unis . Ses restes ont été restitués à Rapa Nui et enterrés dans le cimetière du district de Tahai, mais ont ensuite été transférés sur le site de l'église Holy Cross à Hanga Roa.
Dans son testament, il laisse tous ses livres, ses écrits et sa collection d'objets indigènes au gouvernement du Chili avec l'intention de créer un musée, mais ce n'est qu'en 1994 que le Musée anthropologique Père Sebastián Englert (MAPSE) ouvre ses portes. Il relève de la Direction chilienne des bibliothèques, des archives et des musées (DiBAM). Ses articles, ainsi que ceux d'autres chercheurs sur la culture Rapanui, se trouvent à la Biblioteca William Mulloy, administrée par le MAPSE.

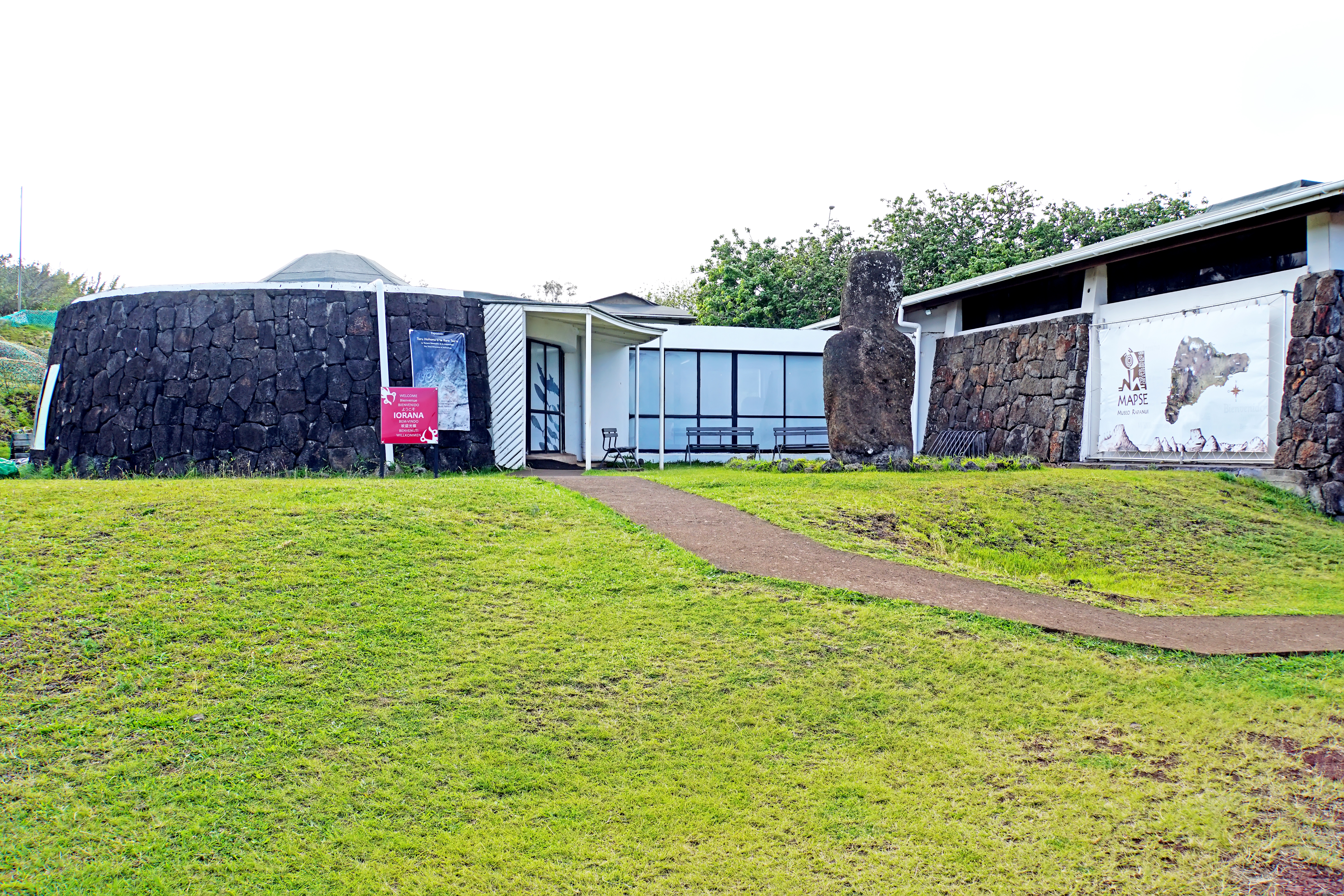
Musée

## Œuvres
- Englert, S. 2004. La tierra de Hotu Matu'a : histoire et ethnologie de l'île de Pascua : gramática et dictionnaire de l'ancien langage de l'île de Pascua. 9e éd. Santiago du Chili : Universitaria éditoriale.
- Englert, S. 1980. Leyendas de Isla de Pascua : textes bilingues. Santiago du Chili : Ediciones de la Universidad de Chile.
- Englert, S. 1978. Idioma rapanui: gramática et dictionnaire de l'ancien idiome de l'Île de Pascua. Santiago du Chili : Université du Chili.
- Englert, S. 1977. Diccionario Rapanui-Español. New York : AMS Press.
- Englert, S. 1970. Île au centre du monde ; Nouvelle lumière sur l'île de Pâques. Traduit et édité par William Mulloy. New York : Scribner.
- Englert, S. 1964. Premier siglo cristiano de la Isla de Pascua, 1864-1964. Villarrica, Chili : Escuela Lito-Tipográfica Salesiana « La Gratitud Nacional ».
- Englert, S. 1938. Diccionario Rapanui-Español rédigé sur la Isla de Pascua, por p. Sebastián Englert, Mis. Casquette. Santiago du Chili : Prensas de la Universidad de Chile.
- Englert, S. et M. Buschkühl. 1988. Missionsgeschichte der Osterinsel : Pater Sebastian Englert OFMCap. (1888-1969) pour 100. Geburtstag. Ausstellung, décembre 1988-mars 1989. Eichstätt : Bibliothèque universitaire.